# 希亞姆納加爾烏帕齊拉
希亞姆納加爾乌帕齐拉是孟加拉国薩德基拉縣的一个乌帕齐拉，位於庫爾納专区的薩德基拉縣。。

## 人口
據1991年孟加拉國人口普查，希亞姆納加爾共有戶數46,592戶，人口265004人。其中男性佔比50.46%，女性佔比49.54%；成年人口132,516人。該地7歲以上人口之平均識字率為28.2%。